# 진해냉천중학교
진해냉천중학교(鎭海冷川中學校)는 대한민국 경상남도 창원시 진해구 자은동에 있는 공립 중학교이다.

## 학교 연혁
- 2016년 12월 29일 : 진해냉천중학교 31(1)학급 설립 인가
- 2017년 3월 1일 : 진해냉천중학교 개교
- 2017년 3월 1일 : 초대 김금옥 교장 취임
- 2017년 3월 2일 : 제1회 입학식(입학생수 205명)
- 2020년 1월 3일 : 제1회 졸업식(졸업생수 220명)
- 2023년 1월 6일 : 제4회 졸업식(졸업생수 264명)
- 2023년 3월 2일 : 제7회 입학식(입학생수 234명 입학)
- 2023년 9월 1일 : 제6대 안계숙 교장 취임

## 참고 자료
- 진해냉천중학교 - 한국교육학술정보원 학교알리미